# Upplands runinskrifter 233
Upplands runinskrifter 233 är en vikingatida runsten av gnejsgranit i Kusta, Vallentuna socken och Vallentuna kommun. 
Runstenen är 1,35 meter hög och 1 meter bred. Runhöjden är 7-8 centimeter.

## Inskriften
Translitterering av runraden:
ilafr ' uk ' osmuntr ' uk ' istain ' litu ' risa stain ' iftiʀ ÷ olaf ' faþur ÷ sin ÷ in ' k[uþluk ' at ' t]an ' sun si[n]
Normalisering till runsvenska:
Æilafʀ ok Asmundr ok Øystæinn/Æistæinn letu ræisa stæin æftiʀ Olaf, faður sinn, en Guðlaug at Dan, sun sinn.
Översättning till nusvenska:
Elov och Åsmund och Östen läto resa stenen efter Olov, sin fader, och Gudlög åt Dan, sin son.